# Mury miejskie w Będzinie
Mury miejskie w Będzinie.

## Historia murów miejskich
Mury miejskie w Będzinie kazał zbudować król Kazimierz Wielki. O fakcie tym wspominał Janko z Czarnkowa w "Kronice Polskiej 1333-1384", a później pisał o tym Jan Długosz.
na miejscu wcześniejszych umocnień drewnianych. Mury wzniesiono w latach 60. XIV w. Były połączone z murami obwodowymi zbudowanego wcześniej zamku królewskiego. Zbudowano też dwie bramy Sławkowską (Krakowską) i Bytomską (Wrocławską). Mury zostały zniszczone częściowo w roku 1655. W 1823 roku istniała już tylko część południowo-wschodnia i wschodnia. W latach 1952–1956 dokonano niewielkiej rekonstrukcji części murów, a w szczególności jedną z baszt. 
W 2011 r. zostały odbudowane mury w rejonie ulic Modrzejowskiej i Zawale, zgodnie z ich średniowiecznym przebiegiem, z kamienia o charakterystyce najbardziej zbliżonej do materiałów pierwotnie użytych do ich postawienia. Mają ponad 170 metrów długości, grubość do 1,20 m. oraz wysokość wraz z krenelażem aż do 7 m w najwyższej partii, tuż przy górnej baszcie.

## Dane techniczne
Powierzchnia miasta otoczona murami wynosiła około 7 ha, długość linii obwarowań wynosiła około 1000 metrów. Średnica miasta wewnątrz murów wynosiła 350 na 250 metrów.
Mury wzniesiono z kamienia łamanego na zaprawie wapiennej. Grubość muru wynosiła 1,80-1,90 metra. Obecna wysokość to około 8,5 metra. Krenelaż zachowała się w postaci szczątkowej (obecnie częściowo zrekonstruowany), jego grubość wynosi 60 cm, blanki około 2,40 a prześwity 65-70 cm. Baszty były zbudowane na planie prostokąta, były wysokości murów i były otwarte od strony miasta. Odległość między nimi wynosiła około 60 metrów. Jedna z zachowanych ma wymiary 7,35(czoło) x 5,30 × 5,50. Druga zachowana baszta ma wymiary 7,95(czoło) x 5,00 × 5,15. Na dawnych planach zachował się ślad uliczki podmurnej. Chodnik dla obrońców wynosił do 1,3 metra.
Nie wiadomo ile mury w Będzinie miały baszt (badań archeologicznych nie prowadzono). Bramy się nie zachowały (w 1823 r. istniała jeszcze brama Sławkowska).

## Stan zachowania
Do dziś zachował się niewielki odcinek, z dwiema częściowo zrekonstruowanymi basztami na planie prostokąta. Mury wyznaczały owalny kształt miasta, którego urbanistyczny układ średniowieczny jest czytelny do dzisiaj.
Najdokładniejszy opis murów znajduje się w studium historyczno-urbanistycznym miasta autorstwa Zbigniewa Perzanowskiego.